# Operculina rhodocalyx
Operculina rhodocalyx là một loài thực vật có hoa trong họ Bìm bìm. Loài này được (A. Gray) House mô tả khoa học đầu tiên năm 1906.